# NGC 5222-1
NGC 5222-1 is een elliptisch sterrenstelsel in het sterrenbeeld Maagd. Het hemelobject werd op 12 april 1784 ontdekt door de Duits-Britse astronoom William Herschel.

## Synoniemen
- UGC 8558
- MCG 2-35-5
- ZWG 73.39
- KCPG 383A
- Arp 288
- VV 315
- PGC 47871